# Buteo brachyurus
El gavilán rabicorto o busardo de cola corta (Buteo brachyurus) es una especie de ave Accipitriforme de la familia Accipitridae que habita en gran parte de América.
Buteo albigula es una especie próxima y se incluía como subespecie de B. brachyurus.[cita requerida]

## Descripción
Es un pequeño busardo, de alrededor de 39 cm de largo y 90 cm de envergadura. Los machos con un peso promedio de 400 g y las hembras alrededor de 500 g, pero la diferencia de tamaño es menor que en la mayoría de las aves de rapiña y los sexos son indistinguibles en el campo. Tiene amplia alas redondeadas, las puntas de las cuales se curvan hacia arriba mientras ascienden, y una cola ancha, que a pesar del nombre común del ave, tiene una longitud promedio de un busardo en proporción al cuerpo. Su reclamo es un agudo grito similar a de otras aves rapaces.
Una de las características de esta ave es la fase melánica. Esta especie se presenta en dos colores. La forma oscura predomina en Florida, donde es conocido como "pequeño halcón negro". La forma clara es más común en otros lugares del área de distribución de la especie. En la mayoría de los busardos  norteamericanos (por ejemplo, B. jamaicensis o B. swainsoni) se conocen formas melánicas aunque la presencia de plumaje totalmente negro es relativamente rara. Solo en la población de América del Norte la forma predominante es la negra.
La forma clara posee un dorso pardo oscuro. Las partes inferiores son de color blanco, excepto que  cola y las plumas de vuelo son de color gris oscuro, barradas. El plumaje inmaduro es similar al de los adultos, pero la cara tiene manchas, y las bandas de la cola son de igual anchura, mientras que el adulto tiene un engrosamiento cerca de la punta de la cola.
El adulto de la forma oscura tiene partes superiores marrón oscuro - negro, y las inferiores, aparte de la cola y las plumas de vuelo, que son de color gris oscuro con prescripción como en la forma clara, pero con una tonalidad más oscura. El ave joven tiene el mismo patrón en la cola como los inmaduros claros y el vientre es blanco con manchas.
Durante mucho tiempo, se pensó que la fase oscura de las aves era una especie distinta (Buteo fuliginosus). Por ejemplo, cuando Robert Ridgway describía los gavilanes de cola corta recogidos en Lee County, Florida por W. S. Crawford de 28 de enero de 1881, discutía con este la cuestión de si las aves negras eran de la misma especie que los de la forma clara.

## Distribución y ecología
Los busardos de cola corta se reproducen en ambientes tropicales y subtropicales de América desde el sudeste de Brasil y el norte de Argentina, a través de América Central y hasta el  norte de México, así como en el sur de Florida, EE. UU.. Esta especie se encuentra generalmente por debajo de 2.000 metros y es más común en menos de 1.400 metros. Es sustituido por B. albigula en los Andes al sur de Colombia y hasta el centro de Argentina y Chile. Se encuentra en la  Cordillera Central y  Cordillera Occidental de Colombia, mientras que B. albigula se produce al sur de estos lugares Por lo que se sabe, B. brachyurus es residente permanente, excepto la población de la Florida que migra en el invierno hasta el extremo sur del estado, incluyendo los cayos.
La mayor parte de lo que se conoce sobre su historia natural se ha estudiado en la población de la Florida, y no podría aplicarse a las aves del sur del rango de distribución de la especie. En general, está asociada con los bosques, a menudo cerca del agua.
Parece que el componente principal de su dieta lo conforman las aves más pequeñas. El gavilán de cola corta caza a menudo en las fronteras entre las zonas boscosas y abiertas. Una maniobra frecuente es algo similar al "cernido" que utiliza, por ejemplo, Falco naumanni: hacen una parada, con la cabeza en dirección al viento y con sus alas se mantiene estacionaria. Normalmente ataca a las presas con un golpe casi vertical, a veces haciendo una pausa y luego continúa con otro descenso vertical, como bajando de una escalera por "pasos". El rango de tamaño de las presas típicas abarca desde un Parulidae a una codorniz americana. En la Florida, los ictéridos (como Agelaius phoeniceus o Sturnella magna) - constituyen la mayor parte de sus presas. También depreda  ranas, lagartos, grandes insectos y pequeños mamíferos como roedores. Las mayores presas registradas son titíes comunes Callithrix jacchus y otros pequeños monos los cuales no parecen constituir un elemento importante, tan solo sería atacado cuando la ocasión es clara.
Construyen un gran nido de ramitas en un árbol, en la Florida en particular el ciprés calvo (Taxodium distichum) es un árbol de anidación muy utilizado. Deposita de 1 a 3 huevos por puesta, que son de color blanco, generalmente con manchas oscuras y puntos.
El gavilán de cola corta es poco común y local en la mayoría de su hábitat. Sin embargo, debido a su amplia extensión de dispersión, no se considera amenazada por el UICN.

## Subespecies
Se conocen dos subespecies de Buteo brachyurus:
- Buteo brachyurus fuliginosus - sur de Florida; de México hasta Panamá.
- Buteo brachyurus brachyurus - norte de Sudamérica hasta Brasil, Bolivia, Paraguay y norte de Argentina.